# Jean-Baptiste Santerre

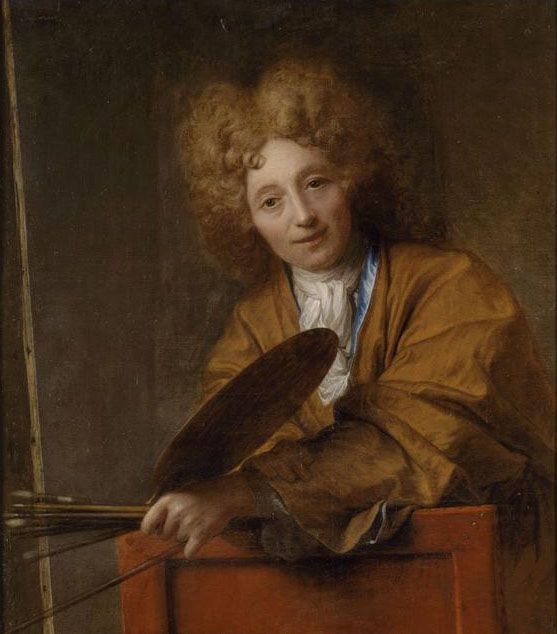
Retrato del artista. Óleo sobre lienzo, 90 x 80 cm, Palacio de Versalles, en depósito del Louvre.

Jean-Baptiste Santerre (Magny-en-Vexin, 23 de marzo de 1651-París, 21 de noviembre de 1717) fue un dibujante y pintor barroco francés.

## Biografía

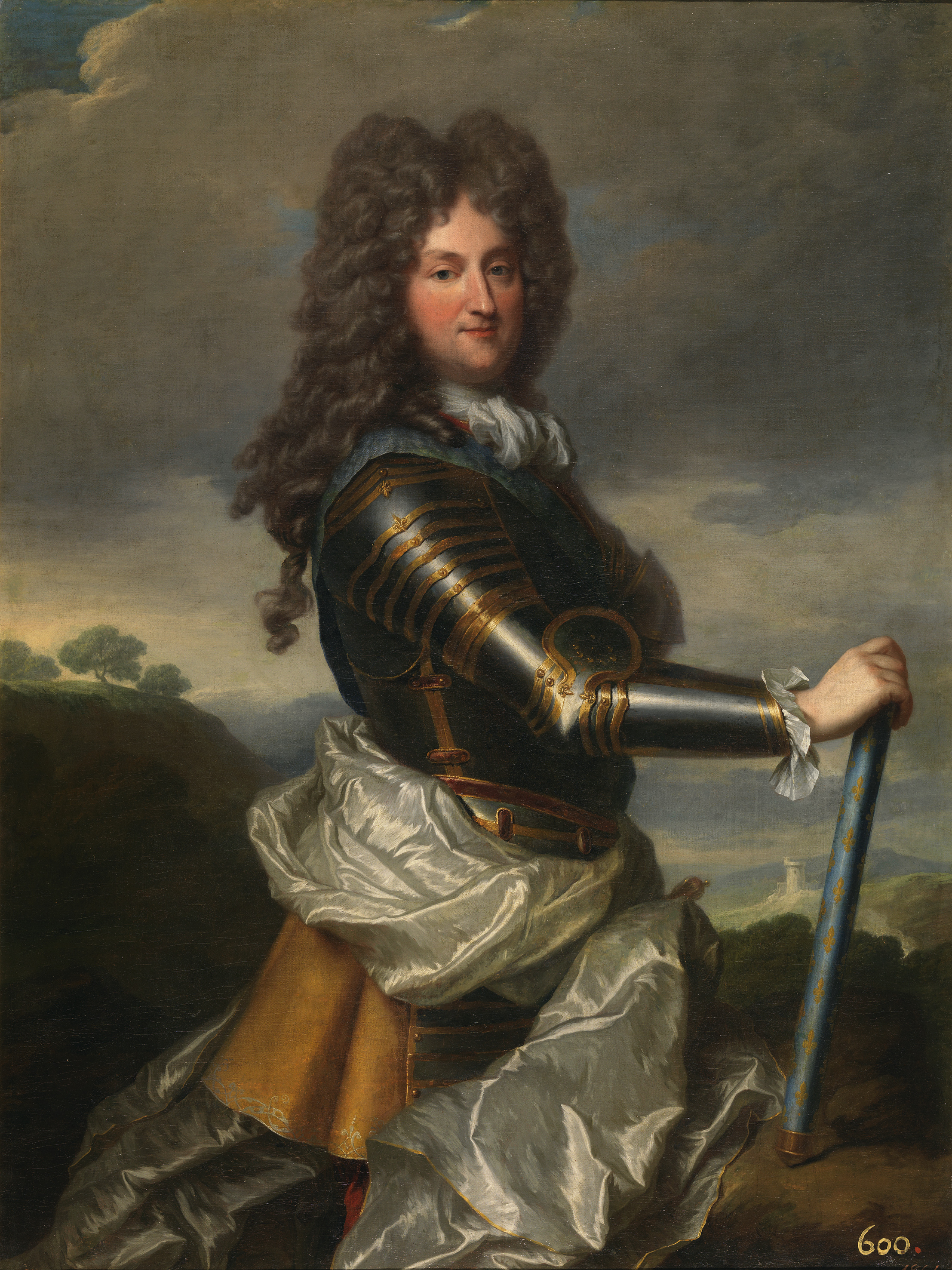
Felipe de Orleans, regente de Francia, 1715/1716. Óleo sobre lienzo, 130 x 104 cm, Madrid, Museo del Prado.

Formado primero con el retratista François Lemaire y luego con Bon Boulogne, fundó en Versalles una academia para mujeres pintoras a la que proporcionó sus dibujos e ilustraciones. Santerre alcanzó cierta fama como pintor de retratos, en particular femeninos, por más que en ellos se sometiese a las frías normas del retrato aristocrático, como se observa en el del regente Felipe II de Orleans conservado en el Museo del Prado, o imitase la pintura nórdica anterior, como sucede con la Muchacha a la ventana del palacio de Fontainebleau, copia de Rembrandt.
Sin embargo, desde el punto de vista histórico y de cara a la definición del incipiente rococó, mayor interés que sus convencionales retratos tuvieron sus escasas obras de asunto bíblico o religioso, principalmente Susana en el baño (París, Louvre), pintada en 1704 como pieza de recepción a la Academia, y el Éxtasis de santa Teresa, que pintó en 1709 por encargo de Luis XIV con destino al altar de la santa en la capilla real del palacio de Versalles. El recatado y a la vez provocativo desnudo de Susana, inspirado en Primaticcio, y el sutil erotismo del éxtasis místico, anticipan para Anthony Blunt la obra de François Boucher y fueron motivo de críticas y de escándalo.